# Gian Franco Legler

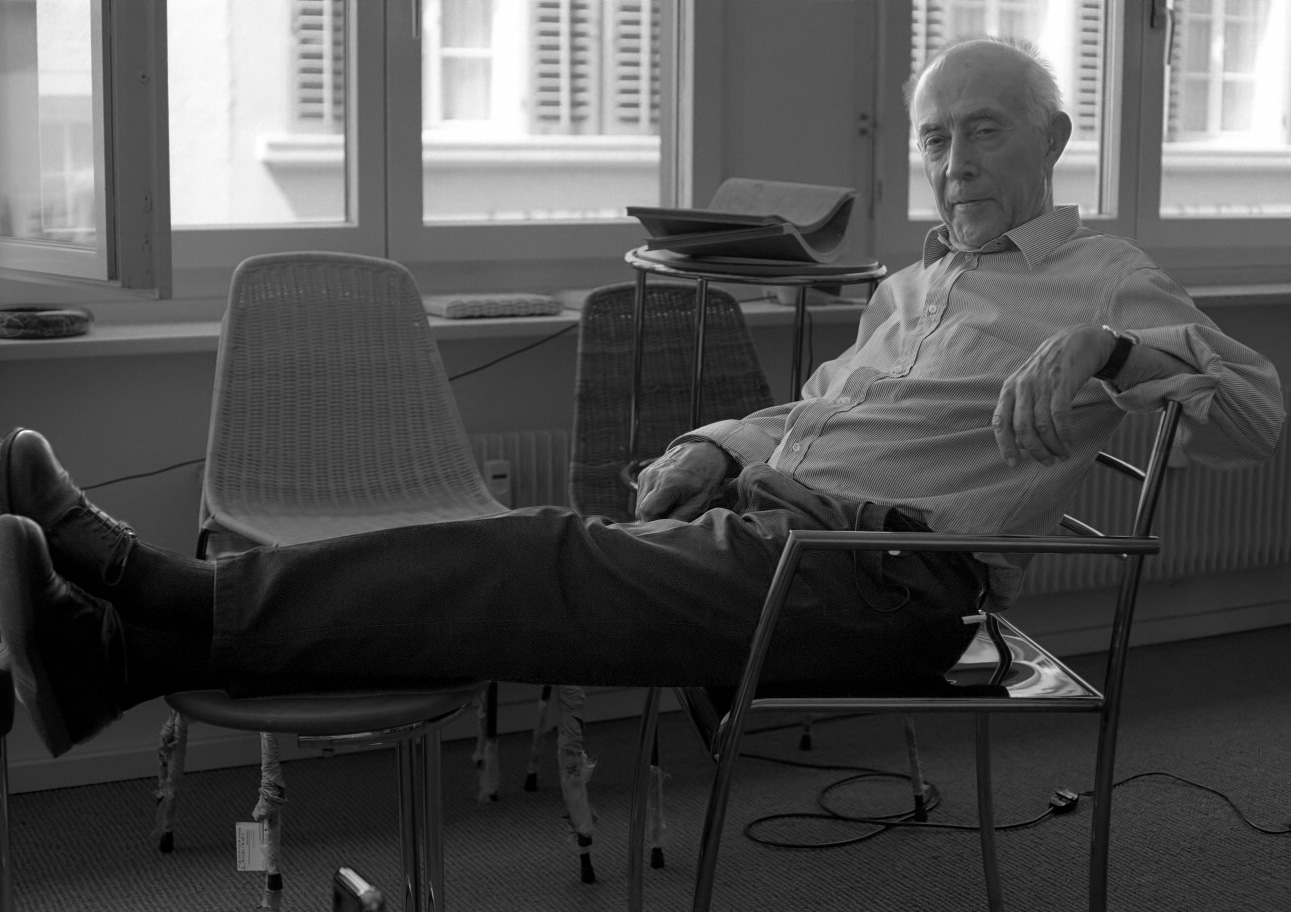
Gian Franco Legler 1993 im Büro in Zürich mit seinen Möbeln Basket Chair, Jugi und Poly, sitzend auf dem Pilatus Stuhl. Foto©Julieta Schildknecht

Gian Franco Legler (* 1922 in Ponte San Pietro, Italien; † 2015 in Zürich) war ein Schweizer Designer und Innenarchitekt.

## Leben
Der in Italien geborene Schweizer Gian Franco Legler studierte 1943 Architektur an der ETH Zürich und komplettierte es mit drei Semestern Maschinen- und Werkzeugbau und einem Jahr Chemie. 1951 studierte er am Bostoner Massachusetts Institute of Technology «Plastics and Fiber Technology» und machte anschliessend ein Praktikum bei SOM Architects. Er übersiedelte 1953 nach Chicago weil dort das Institue of Design im Illinois Institute of Technology als Treffpunkt von Designern bekannt war. Dort arbeitete er für Jean Otis Reinecke Design Associates. 1957 machte er sich selbstständig und gründete mit Jocko Hunt die Design + Development Associates in Chicago.
Zurück in Zürich eröffnete er 1963 das «G. F. Legler Planungsbüro», welches auch ein Innenarchitektur- und Designbüro war. Für den internationalen Handel mit Möbeln gründete er die Firma INTARC AG, welche später zur AAREA GmbH wurde. Über diese Firmen konnte Legler sowohl seine eigenen Möbel als auch solche von anderen Designern herstellen und vertreiben. Dank Generalvertretungen bei italienischen Möbelherstellern wurde der Import der Möbel sichergestellt.

## Designobjekte
Gian Franco Legler entwarf im Rahmen von Innenarchitektur-Aufträgen Möbel, welche speziell für diese Projekte entwickelt wurden. Oft wurden diese Designstücke nach dem jeweiligen Projekt benannt und anschliessend über seine Firmen weiter vertrieben. Folgend eine kurze Auswahl:

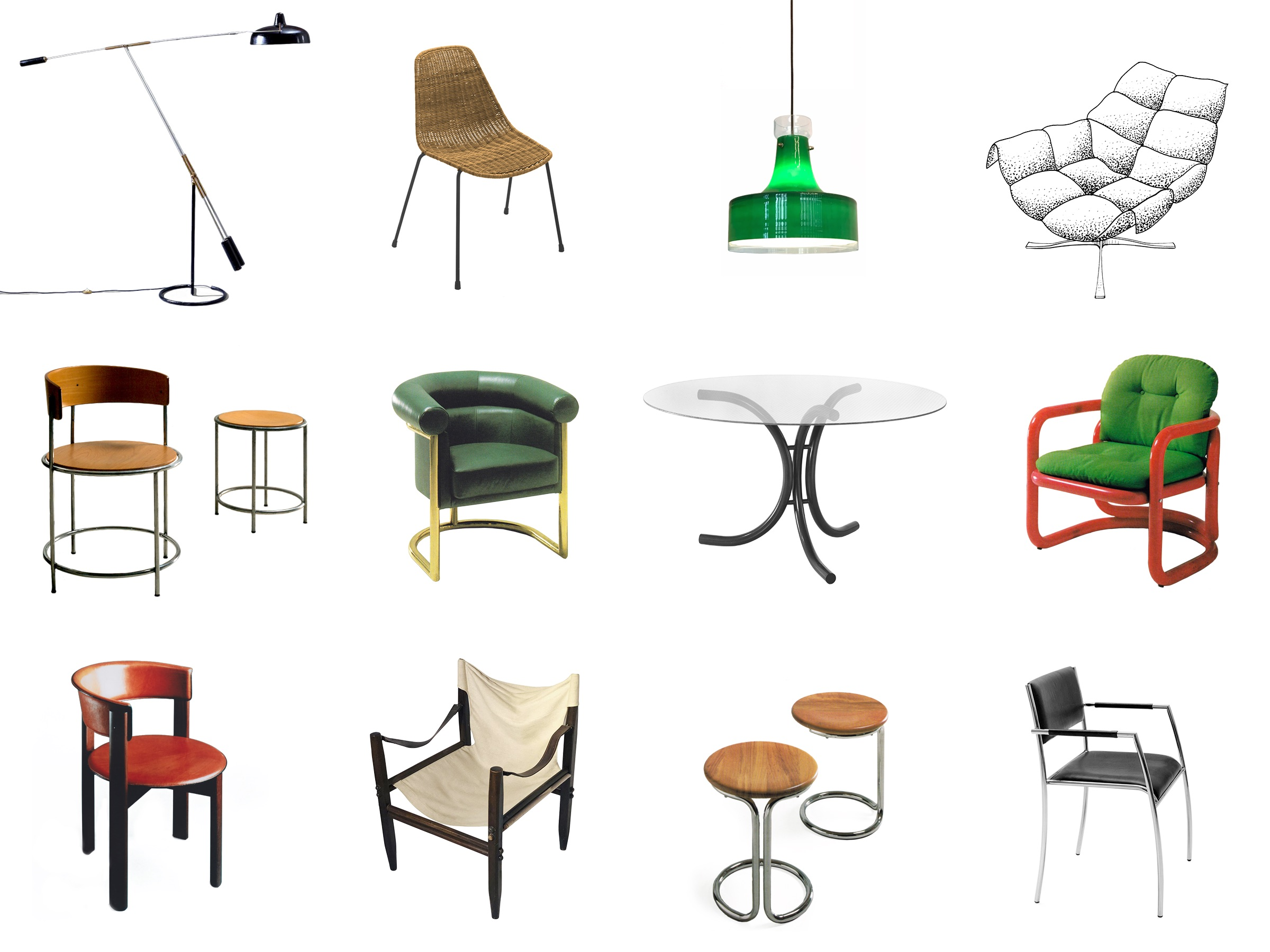
Die bekanntesten Designstücke von Gian Franco Legler: Movalux Stehleuchte 1947; Basket Korbstuhl 1952; Damigiana Hängelampe 1967; Cloud-Sessel Projekt 1964; Jugi-Kollektion 1965; Bellerive Ledersessel 1972; Omega-Tischfuss-Kollektion 1976; Brem-Kollektion 1968; Jaga-Kollektion 1970; Oasis Stuhl 1966; Poly-Hocker 1978; Pilatus Stapelstuhl 1991.

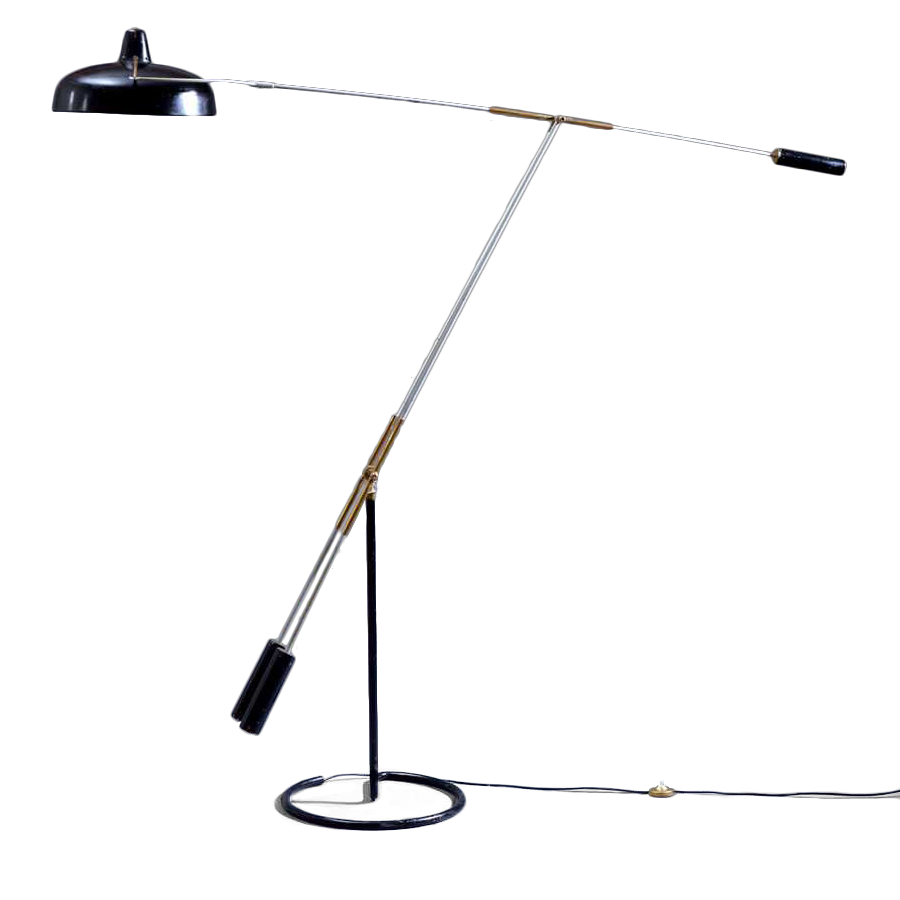
Movalux Stehleuchte

Zwei seiner Werke werden als Reproduktionen wieder hergestellt:

### Movalux
Sein erstes Werk entwarf er in den Semesterferien 1947 während seines Architekturstudiums in Zürich. Damals bestand Bedarf an einer Beleuchtung, welche mit direktem oder indirektem Licht einen grösseren Raum ausleuchten konnte. Das erste Modell, die Movolux, war eine der ersten voll ausbalancierten Stehlampen. Sie wurde zur Movalux weiterentwickelt und dann von der italienischen Leuchtenfabrik Arredoluce bis 1986 hergestellt. Die Movalux Stehleuchte wird seit 2022 als detailgenaue Reedition von der Schätti Metallwarenfabrik AG in Schwanden wieder hergestellt.

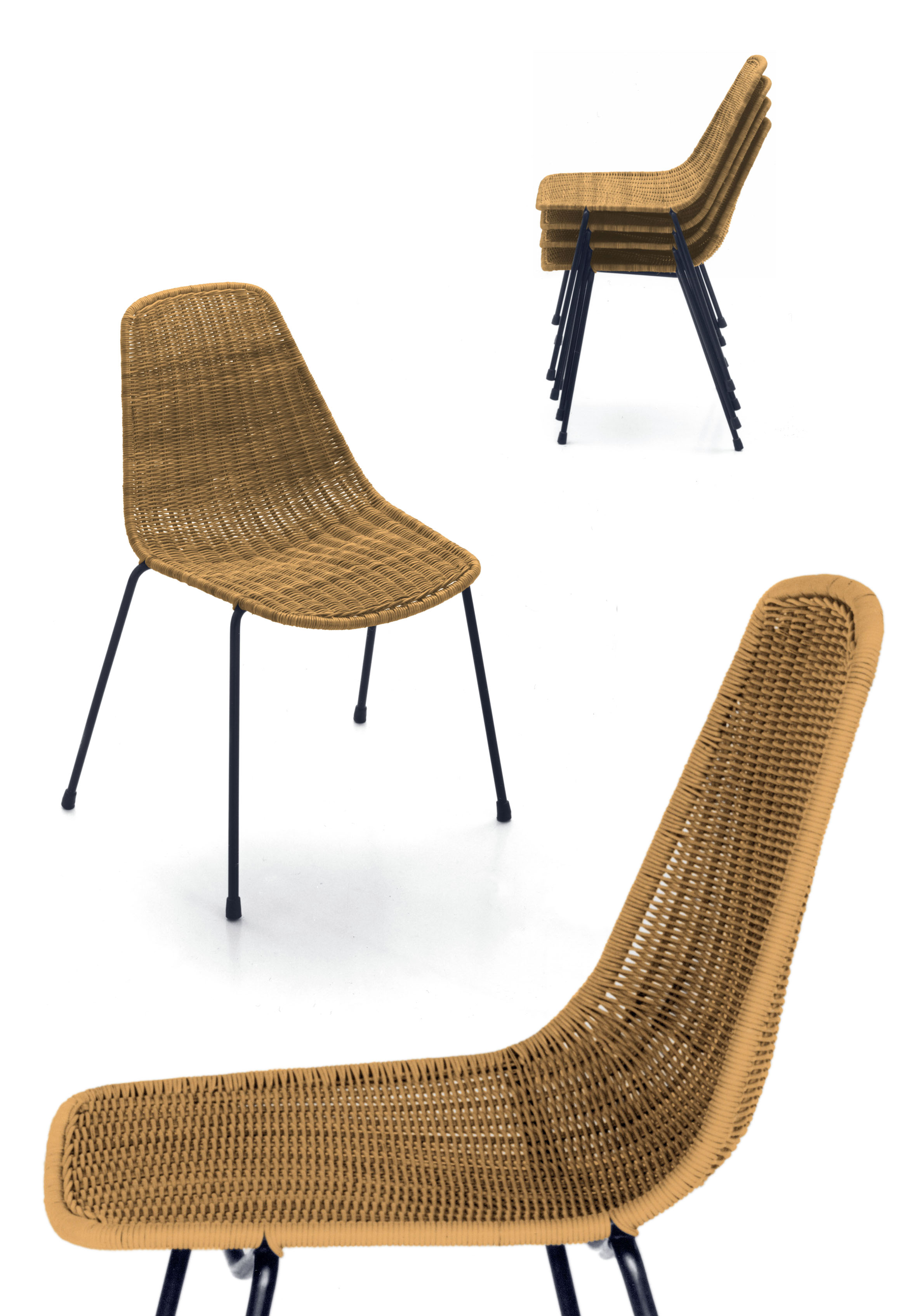
Stapelbare Basket-Stühle

### Basket
Im Jahr 1951 brauchte der Architekt Sandro Angelini einen stapelbaren Stuhl für sein Restaurant Circolo im bergamaskischen Ponte San Pietro. Mit lokalen Handwerkern entwarf Legler den Basket Chair mit dem formrichtigen Gestell und Sitzschale aus Rattan.
1953 erhielt Legler für den Basket Chair den Good Design Award vom Museum of Modern Art in New York. In diesem Zusammenhang begegnete er auch Charles Eames, der unabhängig von ihm einen ganz ähnlichen Stuhl entworfen hatte. Der Basket Chair wird seit 2012 von FeelGood Designs als Reedition in verschiedenen Materialien und Farben hergestellt.

## Innenarchitektur
Nebst der Produktion von seinen Desingnerstücke und dem Vertrieb von italienischen Möbeln betätigte sich Gian Franco Legler auch als Innenarchitekt. Zusammen mit Architekten gestaltete er Innenbereiche und verwendete meist Möbel, welche eigens für diejenigen Projekte von ihm kreiert und mest nach dem Projekt benannt wurden. Die bedeutendsten Aufträge waren:
- 1965 Jugendherberge Zürich, Architekt: Ernst Gysel → Jugi Kollektion
- 1967 Restaurant Zur Kantorei, Zürich, Architekt: Wolfgang Behles, Glasbläser: Roberto Niederer → Damigiana Hängelampe
- 1968 Genie-Kaserne, Bremgarten, Architekten: Esther und Rudolf Guyer → Brem Kollektion
- 1970 Bellerive Bar, Zürich (änderte zu  Bellerive au Lac) → Bellerive Sessel
- 1971 Hotel Hauser, St. Moritz,[3] Architekt: Röbi Obrist → Jaga Stuhl und Damigiana Hängelampe
- 1973 Hiltl Restaurant, Zürich, Architekt: Wolfgang Behles → Jaga Stuhl
- 1975 Flughafen-Immobilien-Gesellschaft FIG (änderte zu Flughafen Zürich AG) Architekten: Keller + Bachmann VSI → Wartehallen-Reihensitze
- 1978 École Polytechnique fédérale de Lausanne (EPFL), Ecublens VD, Architekt: Jakob Zweifel von Zweifel + Stricler & Ass. → Poly Hocker